# Valmy (Nevada)
Valmy es un lugar designado por el censo en el condado de Humboldt en el estado estadounidense de Nevada.

## Geografía
Valmy se encuentra ubicado en las coordenadas 40°47′34″N 117°7′36″O / 40.79278, -117.12667.